# Kanton Toulouse-10
Kanton Toulouse-10 (francouzsky Canton de Toulouse-10) je francouzský kanton v departementu Haute-Garonne v regionu Midi-Pyrénées. Tvoří ho pouze část města Toulouse (čtvrtě Empalot, Jules Julien, Les Recollets, Pouvourville, Rangueil, Saint-Agne a Saint-Roch).